# Ghiacciaio Kom
Il ghiacciaio Kom (in inglese Kom Glacier) è un ghiacciaio lungo 10 km e largo 8, situato sulla costa di Fallières, nella parte sud-occidentale della Terra di Graham, in Antartide. Il ghiacciaio si trova in particolare sul lato occidentale dell'altopiano Emimonto, a sud del ghiacciaio Forbes e a nord del ghiacciaio Swithinbank, e da qui fluisce verso ovest, fra la dorsale Mercurio e il picco Zhefarovich, fino ad entrare nella baia Quadrata, appena a nord del ghiacciaio Swithinbank.

## Storia
Il ghiacciaio Kom è stato così battezzato dalla Commissione bulgara per i toponimi antartici in associazione con il picco Kom, nei Monti Balcani occidentali.